# Lectio divina

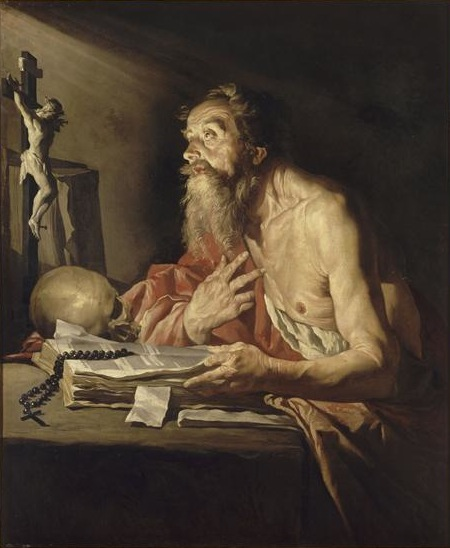
Den helige Hieronymus av Matthias Stom.

Lectio divina (latin ”gudomlig läsning”) är ett sätt att läsa Bibeln, som brukas i till exempel kloster. Benämningen kommer från Benedikt av Nursias klosterregel, benediktinregeln. Lectio divina innebär att man ägnar – ibland flera timmar – åt läsning av Bibeln, kyrkofäderna och/eller helgonberättelser med mer, samtidigt med att man under läsningen, som sker i långsamt tempo, mediterar över det lästa och avbryter läsningen för bön. Det är aldrig viktigt att hinna läsa så mycket som möjligt utan att läsa, kanske endast någon vers eller mening i taget, och under läsningen ständigt vara underställd det övergripande syftet att längta efter Gud. Det är alltså inte fråga om att studera Bibeln och andra heliga skrifter i rent litterärt syfte. Många av kyrkofäderna, som Ambrosius, Augustinus, Origenes, Tertullianus, Hieronymus, studerade Bibeln på liknande sätt. Den enskilda läsningen av Bibeln och studiet av Bibeln blev en slags gudstjänst samtidigt med noggranna studier. Bibelläsningens plats är annars i gemensamma gudstjänster, där läsning av den heliga skriften intar en central plats både i judisk och kristen gudstjänst. Lectio divina praktiseras inte bara i kloster utan många kristna tillämpar den i sin egen enskilda bibelläsning. Lectio divina har haft stor kulturell betydelse genom regeln att man i klostren skulle ägna sig åt läsning, och bibliotek blev en viktig del av klosterbyggnaden.